# سيفالوجليسين
سيفالوجليسين أو سيفالوغليسين Cefaloglycin هو عبارة عن مضاد حيوي  من زمرة السيفالوسبورينات  الجيل الأول. تستخدم عقارات الجيل الأول من السيفالوسبورينات كبديل فعال لعقار البنسلين. عقارات الجيل الأول من السيفالوسبورينات لها تأثير قوى على البكتريا التي تعطى نتيجة موجبة مع صبغة جرام مثل الأستافيلوكوكاى (العنقدية) والأستربتوكوكاى (العقدية) ولها تأثير محدود على البكتريا ذات النتيجة السالبة مع صبغة جرام
- السيفالوسبورينات وهي مركبات شبيهة بالبينيسيلينات Penicillins، لكونها تحتوي على حلقة البيتا لاكتام Betalactam. إلّا أنّ الفارق بينهما (البنسيلينات والسيفالوسبورينات) هو أنّ الثانية تضمّ حلقةً سداسيّة عوضًا عن الحلقة الخماسيّة -التي تضمّ عنصر الكبريت Sulphur- المجاور لحلقة البيتا لاكتام.[4]

العنصر الأساسي للسيفالوسبورينات هو حمض الأمينوسيفالوسبوران. وهو الذي يُستعمَل في تصنيع السيفالوسبورينات الصناعيّة.

## التخليق
ينتج من المضادات الحيوية جنبا إلى جنب مع البنسلين N بواسطة .Cepahlosporium sp المزروعة من مياه البحر بالقرب من منفذ مياه الصرف الصحي على ساحل سردينيا.
يحضر من (7-aminocephalosporanic acid) من المضادات الحيوية الطبيعية السيفالوسبورين C إما عن طريق PROTONCATALYZED أو إنزيميات التحلل المائي، أبرز مؤشر ACYLATE مع 2- فينيل جليساين في بيئة التجفيف المناسبة. (ثنائي الهيدرات)

## آلية العمل
تأثيره يعمل ( إعاقة نموّ البكتيريات الهادئة، بينما يقضي على البكتيريات الكثيرة الانقسام.) وهو إلحاق الضرر بنشاط إنزيم الترانسبيبتيداز Transpeptidase التي تشارك في بناء الجدار الخلوي للبكتيريات. لذا يكون هذا التأثير قاضيًا على البكتيريات (Bacetricidity) إن أُعطيَ بتركيز عالٍ.